# Морозостійкі цитрусові
Морозостійкі цитрусові — цитрусові з підвищеною морозостійкістю, які можна культивувати далеко за межами традиційних регіонів вирощування цитрусових.
Види цитрусових і гібриди цитрусових, які зазвичай описуються як морозостійкі, зазвичай демонструють здатність витримувати зимові температури нижче від -5 до -15 °C. Морозостійкі цитрусові можуть бути загальновизнаними «справжніми» видами (наприклад, Мандарин Сацума, кумкват) або гібриди (наприклад, цитранж), що включають різні види цитрусових. Усі цитрусові технічно їстівні, хоча деякі мають гіркуватий смак, який часто вважають неприємним, і ця мінливість також спостерігається у морозостійких цитрусових. Ті, що зазначені як «неїстівні свіжі» або «напівїстівні», можна (як і всі цитрусові) варити для приготування мармеладу.

## Витривалі сорти
Концепція холодостійкості, яка використовується в зонах морозостійкості, враховує лише температурні мінімуми, що спостерігаються протягом тривалого періоду. При цьому не враховуються важливі для життя рослин параметри (які впливають на рівень загальних цукрів, редукуючих цукрів, води і водорозчинних білків).): температурний діапазон, вологість (холодна, суха або волога), тривалість холодного періоду, вітри, тривалість доби (тривалість впливу світла).
- Зона 6b - 7a (від −18 °C до −15 °C): Poncirus trifoliata (переносить −24, а подекуди до -29 °C, 'Flying dragon' −24(до -26) °C) та Лимон ічанський (C. ichangensis)  −18 °C. Плоди цих видів малоїстівні, через малосоковитість та особливі аромати й олії, наприклад у понцирусу є гірчинка та хвоєвий запах.[1] . Цитрумело Swingle 5* витримує без особливих пошкоджень -16°C. Існує цитрусова химера з морозостійкістю до -18°C та досить смачними "мандариновими" плодами, хоч і з достатньо пізнім терміном достигання для більшості теренів України - Prague chimera, вона ж Citsuma Prague, +Citroponcirus "Prague" та Prague citrandarin (Unshiu X Poncirus trifoliata) [2]. Подібною химерою до попередньої є +Цитропонцирус "Горміш" (+Citroponcirus "Hormish") [3] з КНР . З'явилася химера з бруньок, що утворилися на місці щеплення Citrus reticulata 'Ponkan' і Poncirus trifoliata після ушкодження морозом у 1986 році. Лисття однолистні, роздвоєні і трійчасті, нестиглі плоди опушені (головна відмінність від Сатцуми Празької, у якої плоди без опушення в зеленому стані), як у P. trifoliata. Достиглі плоди схожі на "Понкан" за формою і смаком, але деякі з них мають химерний характер як P. trifoliata, так і "Понкана". Соковита м'якоть в основному оранжево-червоного кольору з невеликою кількістю жовтуватості. [4]. Також існує Ventura Lemandarin з витривалістю до -14°C, для підвищення стійкості до морозу щеплять вище 1м на понцирусі, саме насіння з цього гібриду було отримано українським садівником від користувача на Ютубі під ніком Virginia Fruit Grower та посаджено коло Києва й у Нікітському ботанічному саду ще до окупації, а вже після окупації з того, що вижило вдалось отримати врожай місцевим колаборантам і вони привласнили собі заслуги, назвавши це їхньою селекційною роботою і їхнім "грейпфрутом"(хоч це до грейпфруту не має жодного відношення). [5]
- Зона 7b (від −15 °C до −12 °C): Цитрандарин (P. trifoliata x C. reticulata), Цитрандарин (P. trifoliata x C. sinensis), Цитрумелос (P. trifoliata x C. paradisi), Наншо Дайдай (C. taiwanica), Цзююедзао (九月早 (Jiǔ yuè zǎo) — проросток мандарина 'Bendizao' (C. reticulata) отримано в 1960 році. У 1991 році дерева витримали б −13,4 °C в умовах, які до кінця не описані.
- Зона 8a (від −12 °C до −9 °C): Kinkoji (x C. paradisi), Citrangequat (Citranges x Fortunella spp). Гідриди P. trifoliata ( 'Glen Citrangedin', 'US 119', 'SanCitChang', 'Roundleaf'), Лимон Ічанський, Юзу і його гібриди , Кумкват. Мандарин 'Чанша' (C. reticulata Blanco) вважається самим холодостійким з солодких мандаринів, його використовують у виробництві гібридів, 'Keraji' згадується разом із сацумою 'Fallglo' та деякими ранніми апельсинами.Франсуа Друе повідомляє, що в 1985 році мандаринові дерева Сацума витримали холодні піки в −14 °C в регіоні Перпіньян.

## Техніка вирощування

### Вибір підщепи
Poncirus trifoliata найвитриваліший, ідеально підходить для важкого ґрунту, але сумісний не з усіма цитрусовими, особливо з деякими лимонними деревами (лимонні дерева віддають перевагу гіркому апельсину), кедровими деревами, тангорами.

###### Citrange
- Carrizo (C. sinensis ‚Washington‘ x P.trifoliata)(USDA, USA, 1909)
- Kuharske (C. sinensis ‚Washington‘ x P.trifoliata)( USA,)
- Troyer (C. sinensis ‚Washington‘ x P.trifoliata)(USDA, USA, 1909)
- Rusk (C. sinensis ‚Ruby‘ x P.trifoliata)(USDA, USA)
- Morton (C. sinensis ‚Ruby‘ x P.trifoliata)(USDA, USA)
- Norton (C. sinensis ‚Ruby‘ x P.trifoliata)(USDA, USA)
- Willits (C. sinensis ‚Ruby‘ x P.trifoliata)(USDA, USA)
- Phelps (C. sinensis ‚Ruby‘ x P.trifoliata)(USDA, USA)
- Coleman (C. sinensis ‚Ruby‘ x P.trifoliata)(USDA, USA)
- Cunningham (C. sinensis ‚Ruby‘ x P.trifoliata)(USDA, USA)
- Etonia (C. sinensis ‚Ruby‘ x P.trifoliata)(USDA, USA)
- Rustic (C. sinensis ‚Ruby‘ x P.trifoliata)(USDA, USA)
- Sanford (C. sinensis ‚Ruby‘ x P.trifoliata)(USDA, USA)
- Savage (C. sinensis ‚Ruby‘ x P.trifoliata)(USDA, USA)
- Saunders (C. sinensis ‚Ruby‘ x P.trifoliata)(USDA, USA)*
- Uvalde (C. sinensis ‚?‘ x P.trifoliata)(Uvalde, Winter Haven, USA)
- Yuma (C. sinensis ‚?‘ x P.trifoliata)(Yuma Mesa Station, USA)
- Sacaton (C. sinensis ‚?‘ x P.trifoliata)(Sacaton Station, USA)
- C35 (C. sinensis ‚Ruby‘ x P.trifoliata ‚Webber-Fawcett‘)(University of California, USA, 1951)
- C32(C. sinensis ‚Ruby‘ x P.trifoliata ‚Webber-Fawcett‘)(University of California, USA, 1951)
- Benton (C. sinensis ‚Ruby‘ x P.trifoliata)(NSW Agriculture, Austrálie, 1945)
- Tuzcu M-1 ( Poncirus trifoliata ‚Yerli‘ X Citrus sinensis ‚Alanya Dilimli‘)
- Tuzcu M-2 ( Poncirus trifoliata ‚Yerli‘ X Citrus sinensis ‚Alanya Dilimli‘)

###### Citrumelo
- Swingle (Poncirus trifoliata x Citrus paradisi ‚Duncan‘)(USDA, USA)
- 1452 (Poncirus trifoliata x Citrus paradisi)
- 3821 (Citrus paradisi ‚Hall‘ x Poncirus trifoliata ‚Rubidoux‘)
- C-190 (Citrus paradisi ‚Hall‘ x Poncirus trifoliata ‚Rubidoux‘)
- Dunstan (Poncirus trifoliata x Citrus paradisi)
- Sacaton (Poncirus trifoliata x Citrus paradisi)
- F80-3 (Poncirus trifoliata x Citrus paradisi)
- F80-5 (Poncirus trifoliata x Citrus paradisi)
- F80-6 (Poncirus trifoliata x Citrus paradisi)
- Batumi (Poncirus trifoliata x Citrus paradisi)
- Afrikan shadock x Rubidoux( Citrus grandis x Poncirus trifoliata ‚Rubidoux‘)
- US-802  (C. grandis  ‘Siamese’ × P. trifoliata ‘Gotha Road’)

Citrandarin
- US 801 (C. reticulata ‘Changsha’ × P. trifoliata ‘English Small’ )(USDA, USA)
- US 809 (C. reticulata ‘Changsha’ × P. trifoliata ‘English Large’ )(USDA, USA)
- US 812 (Citrus sunki x P. trifoliata“Benecke“ )(USDA, USA)
- US-827  (C. reticulata hybrid ‘Rangpur’ × P. trifoliata)
- US-852 (Citrus reticulata ‚Changsha‘ x P. trifoliata  ‘English Large’ )(USDA, USA)
- US-896  (C. reticulata ‘Cleopatra’ × P. trifoliata ‘Rubidoux’)
- US-899 (Citrus reticulata ‚Changsha‘ x P. trifoliata) (USDA, USA)
- US-1279 (Citrus reticulata ‘Changsha’x P. trifoliata ‘Gotha Road #6’ ) (USDA, USA)
- US-1281 (Citrus reticulata ‘Cleopatra’ x P. trifoliata ‘Gotha Road #6’ ) (USDA, USA)
- US-1282 (Citrus reticulata ‘Cleopatra’ x P. trifoliata ‘Gotha Road #6’ ) (USDA, USA)
- US-1283 (Citrus reticulata ‘Ninkat’ x P. trifoliata ‘Gotha Road #6’ ) (USDA, USA)
- US-1284 (Citrus reticulata ‘Ninkat’ x P. Trifoliata ‘Gotha Road #6’ ) (USDA, USA)
- Bitters C-22 (Citrus sunki x P. trifoliata“Swingle“ )(USDA – Indio, USA)
- Carpenter C-54 (Citrus sunki x P. trifoliata“Swingle“ )(USDA – Indio, USA)
- Furr C-57 (Citrus sunki x P. trifoliata“Swingle“ )(USDA – Indio, USA)
- UFR-6 (Citrus reticulata ‚Changsha‘ x P. trifoliata ’50-7′)(UF/IFAS, Florida, USA)
- X639 (Citrus reshni ‚Cleopatra‘ x P. trifoliata)(JAR, 1950)
- F-A 5 (Citrus reshni ‚Cleopatra‘ x P. trifoliata ‘Rubidoux’ )(IVIA, Španělsko, 1978)
- F-A 13 (Citrus reshni ‚Cleopatra‘ x P. trifoliata ‘Rubidoux’ )(IVIA, Španělsko, 1978)
- F-A 517 (Citrus nobilis ‚King‘ x P. trifoliata (IVIA, Španělsko)
- Prague (Citus unshiu x P. trifoliata“Flying Dragon“ nebo chiméra)(ISTZ Praha, ČR)

###### Citremon
( P.trifoliata x Citrus limon)

###### Citradia
( P.trifoliata x Citrus aurantium)

###### Citrumquat
( Fortunella sp. x P.trifoliata )

###### Citrangelo
( P. trifoliata x (Citrus paradisi x Citrus reticulata)

### Захист від замерзання
Установка ковдр, нетканих полотен, на кроні протягом зими (не обрізайте верхню частину навісу перед зимою) створює захищений мікроклімат, що обмежує пошкодження морозом. В Абхазії, навколо Сухумі (від −8 до −12 °C), цитрусові дерева висаджували дуже щільно, 3000 дерев/га, щоб захистити їх один від одного. Метод Риндайна (двоповерхове вирощування) полягав у щепленні лимонних і апельсинових дерев в мандаринове дерево для збільшення густоти листя, а також підвищення морозостійкісті.
Експерименти показали, що звикання до холоду −1,5 °C протягом 264 год безперервно покращує стійкість до сильних морозів.
Багаті кремнієм добрива, внесені 2 рази (50 і 100 мл) до мандаринів і апельсинів сацума в Північній Флориді (2023), зменшують шкоду від морозу та забезпечують кращу переносимість холоду.

## Різновиди
Сорти справжніх цитрусових, які вважаються холодостійкими, упорядковані від найбільш до найменш стійких:
| Ім'я                | Біном                                            | Зимостійкість | Їстівність                              | Примітки                                                                        | Світлина |
| ------------------- | ------------------------------------------------ | ------------- | --------------------------------------- | ------------------------------------------------------------------------------- | -------- |
| Понцирус            | Citrus trifoliata                                | -30°C         | Неїстівні свіжі                         | Використовується як підщепа і вільно гібридизується з іншими цитрусовими        |          |
| Лимон ічанський     | Citrus cavaleriei                                | -18°C         | Неїстівні свіжі                         | Батько ряду гібридів, у тому числі юдзу, судачі, лимона ічан/шанджуань та інших |          |
| Мандарин Jiouyuezao | Citrus reticulata 'Jiouyuezao'                   | -13°C         | Їстівний                                | Здавна культивується в Китаї                                                    |          |
| Мандарин Чанша      | Citrus reticulata 'Changsha'                     | -11°C         | Їстівний, але з насінням                | Здавна культивується в Китаї                                                    |          |
| Кумкват             | Citrus japonica                                  | -10°C         | Їстівний                                | Плід їдять цілком із солодкою шкіркою та кислою м'якоттю                        |          |
| Лайм пустельний     | Citrus glauca                                    | -10°C         | Їстівний, використовується в кулінарії. | Фрукт з'їдається цілком                                                         |          |
| Мандарин уншіу      | Citrus reticulata 'Unshiu', синон. Citrus unshiu | -10°C         | їстівний; відмінно                      | Здавна культивується в Китаї                                                    |          |
| Kinkoji             | Citrus obovoidea                                 | -9°C          | Їстівний                                | Здавна культивується в Японії                                                   |          |

### Міжвидові гібриди
Міжвидові гібридні сорти, які вважаються холодостійкими, упорядковані від найбільш до найменш стійких:
| Ім'я              | Біном                                                                        | Зимостійкість | Їстівність                                                                           | Примітки                                                                                      | Світлина |
| ----------------- | ---------------------------------------------------------------------------- | ------------- | ------------------------------------------------------------------------------------ | --------------------------------------------------------------------------------------------- | -------- |
| Цитрандарин       | Citrus reticulata × Citrus trifoliata 'US852'                                | -18°C         | Напівїстівний                                                                        | Цитрандарин «Changsha» — найвитриваліший гібрид цитрусових                                    |          |
| Цитранж           | Citrus × sinensis × Citrus trifoliata                                        | -18°C         | Напівїстівний                                                                        | «Rusk» вважається найбільш їстівним цитрангом                                                 |          |
| Цитрангекват      | Citrus margarita"Swingle"x Citrange(Citrus chinensis x Poncirus trifoliata ) | -15°C         | Їстівний                                                                             | 'Thomasville' вважається найбільш їстівним цитранжекватом                                     |          |
| Цитрумело         | Citrus × paradisi × Citrus trifoliata                                        | -15°C         | Напівїстівний                                                                        | 'Dunstan' вважається найбільш їстівним цитрумело                                              |          |
| Юзу               | Citrus junos(Citrus reticulata x Citrus cavaleriei)                          | -15°C         | Напівїстівний, використовується в кулінарії                                          | Здавна культивується в Китаї та Кореї                                                         |          |
| US-119            | Citrus sinensis 'Succory' x Citrus paradisi 'Duncan' x Citrus trifoliata     | -12°C         | Їстівний                                                                             | Був створений в 1980 році шляхом відбору в Міністерстві сільського господарства США у Флориді |          |
| Кабосу            | Citrus cavaleriei × Citrus x aurantium                                       | -12°C         | Їстівний, використовується в кулінарії                                               | Здавна культивується в Японії                                                                 |          |
| Шуанджуань        | Citrus cavaleriei × Citrus maxima                                            | -12°C         | Їстівний, використовується в кулінарії                                               | Здавна культивується в Китаї                                                                  |          |
| Судачі            | Citrus x junos × Citrus leiocarpa/Citrus reticulata var. 'tachibana'         | -12°C         | Їстівний, використовується в кулінарії                                               | Здавна культивується в Японії                                                                 |          |
| Чінотто           | Citrus x aurantium var. 'myrtifolia'                                         | -12°C         | Їстівний. Використовується в кулінарії, занадто гіркий для вживання в сирому вигляді | Здавна культивується в Південній Італії, на Мальті та в Лівії                                 |          |
| Мандаринкват      | Citrus sinensis × Citrus japonica                                            | -9°C          | Їстівний                                                                             | 'Nippon' користується перевагою за їстівність і зимостійкість                                 |          |
| Рангпурський лайм | Citrus medica × Citrus reticulata                                            | -9°C          | Їстівний, використовується в кулінарії                                               | Здавна культивується в Південній Азії                                                         |          |
| Каламондин        | Citrus reticulata × Citrus japonica                                          | -8°C          | Їстівний, використовується в кулінарії                                               | Здавна культивується на Філіппінах                                                            |          |